# Fuyuanita
La fuyuanita és un mineral de la classe dels òxids.

## Característiques
La fuyuanita és un òxid de fórmula química Mg₇Nb₆O₁₈(OH)₈. Va ser aprovada com a espècie vàlida per l'Associació Mineralògica Internacional en el mes de novembre de l'any 2024, i encara resta pendent de publicació. Cristal·litza en el sistema trigonal.
Segons la classificació de Nickel-Strunz pertany a «04.CB: Òxids amb proporció metall:oxigen = 2:3, 3:5, i similars, amb cations de mida mitja» juntament amb altres minerals com el corindó, l'hematites o la ilmenita, entre d'altres. Les mostres que van servir per a determinar l'espècie, el que es coneix com a material tipus, es troben conservades a les col·leccions del Museu Geològic de la Xina, a Pequín (República Popular de la Xina), amb el número de catàleg: GMCTM2024008, i al museu de geologia de l'institut de geologia i geofísica de l'Acadèmia xinesa de ciències, a Pequín (República Popular de la Xina), amb el número de catàleg: M8239.

## Formació i jaciments
Va ser descoberta al dipòsit de Bayan Obo, situat al districte miner de Bayan Obo de la localitat de Baotou (Mongòlia Interior, República Popular de la Xina), sent aquest indret l'únic de tot el planeta on ha estat descrita aquesta espècie mineral.